# Wysoka (województwo zachodniopomorskie)
Wysoka (niem. do 1945 Wittstock) – wieś w Polsce położona w województwie zachodniopomorskim, w powiecie myśliborskim, w gminie Boleszkowice. Według danych z 2024 miejscowość liczyła 337 mieszkańców.
W 2 poł. VII–IX w. istniała osada wiejska w Wysokiej, następnie wieś słowiańska, po około 1250 r. skolonizowana przez margrabiów brandenburskich. Przez wieki stanowiła własność rodów rycerskich, od 1720 r. przeszła do domeny państwowej w Dębnie, która w 1731 r. przeniosła tu swoją siedzibę. Od 1945 r. leży w granicach Polski.
Wieś ulicowo-placowa, w znacznym stopniu przekształcona. Na cyplu przy wschodnim brzegu jeziora stoi zabytkowy kościół gotycki z XIV/XV w., z wieżą z lat 1880-90.

## Nazwa
Nazwa na przestrzeni wieków: Withstock 1337, Withstoch 1350, Vytsthok 1444, Witstock 1499, Wittstoch 1944, Wysoka 1947

## Środowisko naturalne
Największym, naturalnym zbiornikiem wodnym jest jezioro bez nazwy, polodowcowe typu wytopiskowego. Położone na płd.-wsch. krańcu wsi, pow. 5 ha, rzędna lustra wody 56,4 m n.p.m. Jezioro jest silnie zeutrofizowane, brzegi niedostępne, zadrzewione i zakrzewione. Wykorzystywane jako staw hodowlany do produkcji karpia, lina, karasia. Funkcjonowanie stawu hodowlanego związane jest z odprowadzaniem nadmiaru wody podziemnym rurociągiem do kanału Dar – dopływu Myśli na obszarze gm. Dębno.

## Historia
- Kultura łużycka (1300-400 p.n.e.) – ślady osadnictwa w rejonie Namyślina i Wysokiej; cmentarzysko, groby popielnicowe[6]
- 2. poł. VII-IX w. – na południowo-zachodnim stoku niewielkiego wzniesienia, obok małego oczka wodnego, istnieje osada wiejska w Wysokiej
- VIII-poł. X w. – w widłach Odry i dolnej Warty znajduje się odrębna jednostka terytorialna typu plemiennego, prawdopodobnie powiązana z plemieniem Lubuszan. Na północy od osadnictwa grupy cedyńskiej oddzielały ją puszcze mosińska (merica Massen) i smolnicka (merica Smolnitz). Mieszkańcy zajmowali się gospodarką rolniczo-hodowlaną.
- 960–972 – książę Mieszko I opanowuje tereny nadodrzańskie, obejmujące obręb późniejszej kasztelani cedyńskiej, ziemię kiniecką i kostrzyńską
- 1005 (lub 1007) – Polska traci zwierzchność nad Pomorzem, w tym również nad terytorium w widłach Odry i dolnej Warty
- 1250 – margrabiowie brandenburscy z dynastii Askańczyków rozpoczynają ekspansję na wschód od Odry; z zajmowanych kolejno obszarów powstaje następnie Nowa Marchia.
- 1320-1323 – po wygaśnięciu dynastii askańskiej, Nowa Marchia przejściowo przechodzi we władanie książąt pomorskich
- 1323 – władzę w Nowej Marchii obejmują Wittelsbachowie
- 1337 – wzmianka w księdze ziemskiej margrabiego brandenburskiego Ludwika Starszego pod nazwą Withstock, w ziemi mieszkowickiej: „Withstock LXIIII, dos IIII, pactus X solidos, taberna soluit X solidos”[7] – wieś liczy 64 łanów, wolne od ciężarów podatkowych są 4 łany parafialne (dos), pakt (pactus) płacony rycerstwu przez chłopów wynosi 10 szylingów (solidos), opłata karczmy (taberna) wynosi 10 szylingów. Wieś znajdowała się na miejscu słowiańskiej osady.
- 1350 – margrabia Ludwik nadaje von Mörnerom ekspektatywę na lenno Hermana i Nicolausa Witten (von Weisse – „Albus”) w Łukowicach, Wysokiej i dwór (curia) Neuenhagen z dwoma przynależnymi wsiami. Miała to być rekompensata za szkody i więzienie Henninga von Mörner, zmarłego brata obdarowanych.
- XIV/XV w. – zbudowano kościół z kamienia polnego, bez wieży i chóru
- 1402-1454/55 – ziemie Nowej Marchii pod rządami zakonu krzyżackiego
- 1444 – we wsi wzmiankowany Franz Werbelow; ród Werbelow jest wzmiankowany w Wysokiej do 1583[8]
- 2.03.1499 – hołd lenny elektorowi Joachimowi w Kostrzynie składają Michael, Baltzer, Jacob bracia Werbelow z Wysokiej[4]
- 1515 – wzmianka, że wieś płaci 15 groszy biskupownicy[4]
- 1535-1571 – za rządów Jana kostrzyńskiego Nowa Marchia staje się niezależnym państwem w ramach Świętego Cesarstwa Rzymskiego
- 1538 – margrabia Jan kostrzyński oficjalnie wprowadza na terenie Nowej Marchii luteranizm jako religię obowiązującą
- 1571 – list lenny wystawiony dla Christoffa, Joachima i Baltzera, synów Christoffa von Werbelowa (Werbelina) z Wysokiej[4]
- 1572 – Christoff Werbelow oświadcza rachmistrzom, że jego ojciec ma 18 łanów, z tego matka 4 ma w dożywociu; [i bez konsensu] ma 6 łanów chłopskich wykupionych, a 4 łany jego brat Joachim[4]
- przed? 1588–1676 – w Wysokiej ród Ilhow[9]
- 1618-1648 (wojna trzydziestoletnia) – wieś zniszczona i opustoszała w wyniku działań wojennych
- Koniec XVII w. – we wsi nie ma żadnych chłopów, jedynie 7 zagrodników[10]
- Ok. 1700 – przebudowa kościoła: poszerzono okna i zamurowano portale w elewacji południowej i zachodniej
- 1701 – majątek Wysoka zakupił Johann Heinrich Sohr (ur. 1644- zm.17.12.1702), królewski radca stanu i generalny komisarz ds. zaopatrzenia[11]
- 1718/19 – według spisu ziemskiego Fryderyka Wilhelma I[12], Wysoka liczyła pierwotnie 28 łanów ziemi rycerskiej, do tego właściciele zakupili lub przejęli 1 łan zagrodniczy; brak łanów chłopskich; 7 zagrodników posiadających po 1 łanie (Hans Sprenger, David Conrad, Johann Chrisrian Zund, Daniel Bothe, Christian Motcke, Michel Zimmermann, Bartel Keile). Właścicielem majątku jest Christian Heinrich Sohr (również w 1713)[13]. W okolicy przeciętne pola uprawne i pastwiska, tereny zarośnięte i opuszczone; rejon żerowania jeleni.
- 1720 – majątek Wysoka zostaje zakupiony przez domenę państwową w Dębnie (Amt Neudamm); składał się on wówczas ze wsi Groß-Wittstock (6 gospodarstw chłopskich) i folwarku Klein-Wittstock (2 gospodarstwa chłopskie)[14]
- 1731 – siedziba domeny dębnowskiej zostaje przeniesiona do Wysokiej
- Koniec XVIII w. – przy folwarku zostaje założony park krajobrazowy
- 1800 – majątek liczy 1361 morgi, 4 domy i 32 mieszkańców; wieś liczy 13 domów i 111 mieszkańców (w tym 8 zagrodników i chłopów małorolnych, 6 komorników), posiada kuźnię i karczmę[15]
- 1806–1807 – Nowa Marchia pod okupacją wojsk napoleońskich; na mocy traktatu w Tylży w dniu 12.07.1807 wojska francuskie opuszczają terytorium państwa pruskiego z wyjątkiem niektórych ważniejszych twierdz, pod warunkiem spłaty bądź zabezpieczenia nałożonej na Prusy kontrybucji wojennej
- 1807 – zniesienie poddaństwa osobistego chłopów w Prusach (reformy ustrojowe i rolne Steina – Hardenberga, potwierdzone edyktem z 1811 r.) z prawem własności ziemi, które obwarowane jednak zostaje przepisami dotyczącymi przekazania części ziemi
- 1815-1818 – reformy administracyjne Prus zmieniają strukturę Nowej Marchii; wieś należy do powiatu Chojna, w rejencji frankfurckiej, w prowincji brandenburskiej

| Niemiecka nazwa         | Obiekt  | Położenie            | Polska nazwa          |
| ----------------------- | ------- | -------------------- | --------------------- |
| Vorwerk Fürstenfelde    | folwark | 2 km na płd.         | [nie istnieje]        |
| Vorwerk Klein Wittstock | folwark | 2,5 km na płn.-zach. | Wyszyna (Wysoka Mała) |

- 1840 – wieś i majątek Wysoka z folwarkiem liczą 24 budynki mieszkalne i 237 osób[16]
- 1871 – wieś Wysoka liczy 12 budynków i 86 mieszkańców (43 mężczyzn i 43 kobiet; 85 wyznania ewangelickiego i 1 katolickiego; 18 poniżej 10 roku życia, 63 potrafiących czytać i pisać, 5 analfabetów; 1 głuchoniema); domena Wysoka liczy 8 budynków i 227 mieszkańców (112 mężczyzn i 115 kobiet; 226 wyznania ewangelickiego i 1 katolickiego; 67 poniżej 10 roku życia, 143 potrafiących czytać i pisać, 1 nie podała danych o poziomie edukacji, 16 analfabetów); podane statystyki domeny Wysoka dotyczą łącznie Wysokiej (11 budynków, 191 mieszkańców), folwarku Fürstenfelde (1 budynek, 10 mieszkańców) oraz folwarku Kleinwittstock (1 budynek, 26 mieszkańców)[17].
- 1871–1918 – Nowa Marchia w ramach zjednoczonej Drugiej Rzeszy Niemieckiej
- 1880–1890 – postawiono wieżę kościelną
- 1894–1899 – powstaje większość budynków koloni mieszkalnej, znajdującej się na płn.–zach. od zabudowań folwarcznych[11]
- XIX/XX w. – powstają obecne zabudowania folwarczne oraz gorzelnia; na płn. od parku wzniesiono nowy dwór (poprzedni znajdował się przy wschodniej granicy parku); majątek liczy ponad 1100 ha
- Lata 30. XX w. – majątek ulega parcelacji; w dworze mieści się szkoła rolnicza[11].
- 04.02.1945 – zajęcie przez wojska 5 Armii 1 Frontu Białoruskiego; dwór zniszczony w wyniku działań wojennych, w samej wsi zostało zniszczonych zostało jedynie 4 gospodarstwa[18]
- 1945–1946 – do końca wojny we wsi przebywa grupa francuskich jeńców wojennych pracujących u niemieckich gospodarzy, a do 1946 również niemieccy robotnicy zatrudnieni przez stacjonującą tu Armię Czerwoną (do jesieni 1945). Przybywają przesiedleńcy głównie z okolic Stanisławowa oraz Lwowa, następnie uwolnieni z syberyjskich łagrów[18]
- 03.10.1946 – poświęcenie kościoła jako świątyni rzymskokatolickiej pw. Św. Teresy od Dzieciątka Jezus
- 1947 – uruchomienie szkoły podstawowej
- 1949 – majątek upaństwowiony, następnie powstaje Państwowe Gospodarstwo Rolne Wysoka; w późniejszych latach gospodarstwo podlegało pod różne kombinaty rolnicze w Troszynie, Myśliborzu, Barlinku, utrzymując przedwojenny profil hodowli zwierząt i gorzelnictwa, wzbogacając go o sadownictwo[11].
- Początek lat 50.XX w.–1956 – funkcjonuje Rolnicza Spółdzielnia Produkcyjna w Wysokiej[18]
- Koniec lat 80. XX w. – likwidacja szkoły podstawowej
- 1975–1998 – wieś należny administracyjnie do województwa gorzowskiego
- 1993 – likwidacja PGR, ziemie przechodzą do zasobów AWRSP
- 2010 – Wysoka została skanalizowana i podłączona do oczyszczalni w Boleszkowicach[6]
- 2014 – uruchomiono Zespół Elektrowni Wiatrowych "Wysoka"[19]

| Właściciel                                      | Lata             |
| ----------------------------------------------- | ---------------- |
| Witte                                           | ?-po 1350        |
| von Mörner                                      | po 1350–1444     |
| Werbelow                                        | 1444–1583        |
| Ihlow                                           | przed? 1588–1676 |
| Sohr                                            | 1701–1720        |
| Królowie Prus państwo niemieckie [domena Dębno] | 1720-1945        |

## Ludność
Ludność w ostatnich 3 stuleciach:

## Gospodarka
- Na terenie sołectwa funkcjonuje 47 gospodarstw rolnych (stan na rok 2004)[6]; struktura użytków rolnych:

| Użytki rolne | Pow. w ha |
| Orne         | 906       |
| Sady         | 10,5      |
| Łąki         | 0         |
| Pastwiska    | 16        |

W miejscowości działało państwowe gospodarstwo rolne – Zakład Rolny w Wysokiej, wchodzący w skład Myśliborskiego Kombinatu Rolnego, później usamodzielniony jako Państwowe Przedsiębiorstwo Gospodarki Rolnej w Wysokiej.
- Zespół Elektrowni Wiatrowych "Wysoka", uruchomiony w 2014, składa się z 19 siłowni o mocy 2,5 MW każda; łączna moc sumaryczna to 47,5 MW[19].

## Edukacja
- Dzieci i młodzież uczęszczają do szkoły podstawowej w Boleszkowicach; szkoła w Wysokiej została zlikwidowana pod koniec lat 80 XX w., obecnie stanowi budynek mieszkalny (na płd.-wsch. od kościoła)
- Punkt biblioteczny w świetlicy wiejskiej (obiekt z lat 20. XX w., zlokalizowany po północnej stronie osi kompozycji o przebiegu E-W)

## Wyznania
Kościół pw. Św. Teresy od Dzieciątka Jezus, filialny parafii rzymskokatolickiej pw. św. Antoniego z Padwy w Boleszkowicach.

## Zabytki
Obiekty w Rejestrze zabytków nieruchomych województwa zachodniopomorskiego:
- Kościół pw. Św. Teresy od Dzieciątka Jezus – zbudowany w XIV/XV w. z ciosów granitowych i kamieni narzutowych, na planie prostokąta w wymiarach 18,60×11,00 m, w stylu gotyckim. Stropy i wiązania dachowe drewniane. Położony na lekko wzniesionym cyplu wschodniego brzegu jeziora. Około 1700 r. poszerzono okna i zamurowano portale w elewacji południowej i zachodniej (dwa mniejsze portale zdobią fasadę południową). W latach 1880–90 wybudowano nad fasadą zachodnią, kwadratową, 2-stopniową wieżę zwieńczoną stożkowym hełmem z puszką i krzyżem. Poświęcony 03.10.1946 r. jako świątynia rzymskokatolicka. W 1997 r. położono nową posadzkę w prezbiterium. Dzwon z 1883 r. o średnicy 0,7 m. Empora organowa z początku XX w. Wpisany do rejestru zabytków nieruchomych województwa zachodniopomorskiego pod nr rej. 561. Przy kościele znajdował się cmentarz, założony w okresie średniowiecza, użytkowany prawdopodobnie do połowy XIX w.; czytelne granice układu pierwotnego, brak nagrobków; drzewostan – jesiony, dęby, świerki[25][26]. Przy wschodniej elewacji kościoła stoi pomnik ofiar I wojny światowej, obecnie zwieńczony figurą Matki Boskiej.
- Park podworski – założony w końcu XVIII w., przylega do płd.-wsch. części dawnego folwarku i położony jest na zach. brzegu śródwiejskiego jeziora. Pow. 2,5 ha. W szacie roślinnej wyróżnia się 48 gatunków: 27 gatunków drzew liściastych, 7 gatunków drzew iglastych i 14 gatunków krzewów i pnączy. W drzewostanie dominują dęby (najstarsze 180-200 lat i więcej), buki, świerki, lipy. Bluszcz tworzy zwarty kobierzec. Dużo jest nasadzeń z 2. poł. XIX w. i okresu międzywojennego. Z drzew obcego pochodzenia wyróżniają się: buk pospolity odmiany purpurowej, dąb błotny, dęby czerwone, klon jawor odmiany purpurowej, jedlice Douglasa, sosny czarne. Do okazałych drzew o rozmiarach pomnikowych należą: 6 dębów szypułkowych o obwodzie pnia 300, 430, 480 i 515 cm oraz lipa drobnolistna o obwodzie pnia 410 cm (pień wypróchniały, najniższy konar odłamany). Obecnie park jest zaniedbany, układ ścieżek zatarty. Dawne polany użytkowane są jako ogród warzywny. Wiele starych drzew obumiera, usychają stare dęby (martwica pnia, suche korony) i drzewa iglaste. Część drzew została zniszczona przez bydło i spływ gnojowicy z pobliskich obiektów inwentarskich w latach 70. i 80. XX w. Po zlokalizowaniu na terenie parku hydroforni jest on niedostępny[6]. Wpisany do rejestru zabytków nieruchomych województwa zachodniopomorskiego pod nr rej. 588.

Obiekty w Gminnej Ewidencji Zabytków dla Gminy Boleszkowice: 
- zespół folwarczny: spichlerz murowany z 1887, obora murowana z 2 połowy XIX w., gorzelnia z 2 połowy XIX w., budynek mieszkalny (rządcówka) z początku XX w.; dwór z XIX/XX w. został zniszczony w lutym 1945 przez wkraczające jednostki radzieckie, rozebrany po 1945.
- kuźnia z 1899 r., położona naprzeciwko założenia folwarcznego, murowana, obecnie w stanie półruiny
- cmentarz ewangelicki parafialny, założony w połowie XIX w., użytkowany do lat 40. XX w.; brak oznaczenia miejsca, brak nagrobków - obecnie stanowi część pola uprawnego
- zagroda nr 30: budynek mieszkalny, obora i stodoła z początku XX w.